# Laura Spelman Rockefeller
Laura Spelman Rockefeller, djevojačkim imenom Laura Celestia Spelman, zvana Cettie (Wadsworth, Ohio, 9. rujna 1839. – Pocantico Hills, New York, 12. ožujka 1915.), američka edukatorica i filantrop, supruga prvog milijardera Johna D. Rockefellera (1839. – 1937.), suosnivača Standard Oila.
Rodila se u obitelji bogatog poduzetnika Harveyja B. Spelmana i Lucy Henry. Godine 1859. počela je raditi kao učiteljica u Clevelandu, a tri godine kasnije postala je zamjenica ravnatelja. Godine 1864. udala se za bivšeg razrednog kolegu, Johna D. Rockefellera, s kojim je imala petero djece; četiri kćeri i jednog sina, Johna D. mlađeg. Oboje su bili pobožni i prenijeli su osjećaj dužnosti i disciplinu svojoj djeci.
Premda je njen suprug bio suosnivač Standard Oila 1870. godine, što je obitelji donijelo izniman kapital, Laura je ostala skromna kućanica. Zajedno sa suprugom posvetila se filantropskom radu te je 1884. godina osnovala ono što će postati Koledž Spelman. Osim dobrotvornog rada, posvetila se i crkva. U starosti je bolovala od tuberkuloze te je zadnje godine života provela u invalidskim kolicima. Umrla je od srčanog udara 1915. godine. Tri godine nakon njene smrti, njen suprug je osnovao Laura Spelman Rockefeller Memorial, koji se bavio obrazovanjem i socijalnom skrbi, a s vremenom je postao dio Zaklade Rockefeller.

## Vanjske poveznice
- Laura Spelman Rockefeller - Britannica Online (engl.)
- Laura Spelman Rockefeller (1839. – 1915.) - encyclopedia.com (engl.)
- Laura Spelman Rockefeller, 1839. - 1915. - rockarch.org  Arhivirana inačica izvorne stranice od 15. rujna 2018. (Wayback Machine) (engl.)